# Список послов СССР и России в Нигере
В статье представлен список послов СССР и России в Нигере.

## Хронология дипломатических отношений
- 17 февраля 1972 г. — установлены дипломатические отношения на уровне посольств.
- С 7 августа 1992 по 20 августа 2025 г. — послами России в Нигере по совместительству назначались послы в Мали.

## Список послов
| Срок полномочий                   | Посол                          | Годы жизни | Вручение верительных грамот | Комментарии         |
| --------------------------------- | ------------------------------ | ---------- | --------------------------- | ------------------- |
| СССР                              |                                |            |                             |                     |
| 13 июня 1972 — 22 августа 1978    | Геннадий Дмитриевич Соколов    | 1927—1991  | 6 октября 1972              |                     |
| 22 августа 1978 — 30 июня 1988    | Владимир Николаевич Кудашкин   | 1925—2008  | 14 октября 1978             |                     |
| 30 июня 1988 — 18 марта 1991      | Виталий Яковлевич Литвин       | 1944—      |                             |                     |
| 18 марта 1991 — 25 декабря 1991   | Валерийонас Стасевич Балтрунас | 1940—      |                             |                     |
| Российская Федерация              |                                |            |                             |                     |
| 25 декабря 1991 — 22 апреля 1992  | Валерийонас Стасевич Балтрунас | 1940—      |                             |                     |
| 7 августа 1992 — 1 июля 1996      | Павел Фёдорович Петровский     | 1947—      |                             | По совместительству |
| 1 июля 1996 — 24 ноября 2000      | Евгений Николаевич Корендясов  | 1936—      |                             | По совместительству |
| 30 ноября 2000 — 3 августа 2005   | Анатолий Иванович Клименко     | 1947—      |                             | По совместительству |
| 3 августа 2005 — 14 июля 2010     | Анатолий Павлович Смирнов      | 1945—      |                             | По совместительству |
| 14 июля 2010 — 17 июня 2019       | Алексей Гайкович Дульян        | 1947—      | 12 октября 2010             | По совместительству |
| 28 августа 2019 — 20 августа 2025 | Игорь Анатольевич Громыко      | 1954—      | 23 декабря 2019             | По совместительству |
| 20 августа 2025 — настоящее время | Виктор Сергеевич Воропаев      | 1960—      |                             |                     |